# 斜纹晃盖螺
斜纹晃盖螺（学名：Cheilea hipponiciformis），是中腹足目晃盖螺科晃盖螺属的一种。主要分布于台湾，常栖息在浅海珊瑚礁、岩石底。